# Cheope
Cheope, ellenizzazione (Χέοψ, Cheops) dell'originale Khufu; per intero: Khnum-Khufu (... – 2566 a.C.), è stato un sovrano egizio della IV dinastia.
Regnò succedendo al possibile padre, Snefru. È comunemente ritenuto il committente della Grande Piramide di Giza, una delle Sette meraviglie del mondo, ma molti altri aspetti del suo regno sono scarsamente documentati.
Unico ritratto certo di Cheope è una sua statuetta in avorio alta soltanto 7,5 centimetri, scoperta fra le rovine di un tempio molto più tardo, ad Abido, nel 1903. Ogni altro rilievo o statua di Cheope è stato rinvenuto in condizioni frammentarie, mentre gli altri edifici da lui commissionati durante il suo regno, eccetto la Grande Piramide, sono perduti. Tutte le notizie su di lui provengono da iscrizioni della Necropoli di Giza e da fonti successive anche molto fantasiose: per esempio, Cheope è il protagonista del Papiro Westcar, risalente alla XIII dinastia egizia. La maggior parte dei documenti che menzionano re Cheope furono redatti da storici egizi e greci intorno al 300 a.C. La memoria storica ha caratterizzato il faraone in modi contrastanti: mentre le sue opere furono oggetto di cure e attenzioni durante l'Antico e il Nuovo Regno, gli antichi storiografi Manetone, Diodoro Siculo ed Erodoto tramandarono un'immagine completamente negativa di Cheope. A causa di queste antiche fonti persiste una caratterizzazione critica e oscura del personaggio di Cheope, seppure in modo meno accentuato di un tempo.

## Nome
Il nome completo di Cheope, Khnum-Khufu (che significa "Khnum Mi Protegge"), comprendeva quello del dio ctonio e creatore Khnum, il che potrebbe aver mirato a diffondere la popolarità e l'importanza religiosa di tale dio. Di fatto, numerosi titoli regali e religiosi furono introdotti al tempo di Cheope per accentuare la natura divina dei faraoni mediante cartigli "teofori", comprendenti cioè i nomi di determinate divinità.

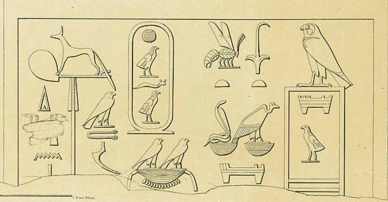
I nomi e la titolatura reale di Cheope in un petroglifo allo Uadi Maghara. Copia di Karl Richard Lepsius.

Cheope potrebbe aver inteso sé stesso come un divino creatore - il ruolo teologico di Khnum, dio della terra, della creazione e della crescita: Cheope avrebbe stabilito il proprio nome in conseguenza a questa assimilazione. Curiosamente, il faraone si servì di due differenti versioni del proprio nomen: Khnum-Khufu e Khufu. La prima versione, quella completa, mostra esplicitamente l'attaccamento di Cheope a Khnum; la seconda, abbreviata, no. Non si conoscono le ragioni dell'uso di quest'ultima versione abbreviata che tralascia il nome della divinità e la connessione di quest'ultima con il re. È possibile che il solo nome Khufu ("Mi Protegge") non si riferisse ad alcun dio in particolare. Cheope è molto noto mediante la versione ellenizzata del suo nome: appunto Cheope, in greco Χέοψ (da Erodoto e Diodoro Siculo) e, in misura minore, come Suphis (Σοῦφις, da Manetone). Una rara versione del nome di Cheope, usata da Flavio Giuseppe, è Sofe (Σόφε). Gli storici arabi che redassero leggende mistiche su Cheope e sulle piramidi di Giza lo chiamarono Saurid oppure Salhuk.

## Famiglia

### Origini di Cheope e dibattito sulla paternità
La famiglia reale di Cheope era assai estesa. Non vi è certezza che Cheope fosse figlio del faraone Snefru. Un'opinione molto diffusa vuole che Snefru fosse padre biologico di Cheope, ma solo a partire dalla evidenza che quest'ultimo gli successe sul trono e non per la presenza di prove sostanziali. Nel 1925 fu scoperta la tomba della regina Hetepheres I, la G 7000x, a est della Piramide di Cheope: il pozzo sepolcrale conteneva un prezioso corredo funerario, mentre varie iscrizioni le attribuivano il titolo di Mut-Nesut, che significa "Madre del re", accanto ad attestazioni del nome del faraone Snefru. Di conseguenza, parve subito evidente che Hetepheres I fosse stata consorte di Snefru e che i due fossero i genitori di Cheope. Più recentemente sono stati sollevati dubbi su tale teoria, dal momento che non si conoscono attestazioni del titolo di Hemet-Nesut ("Sposa del re") per Hetepheres I, indispensabile per determinare lo status regale di una possibile regina. Al posto del titolo matrimoniale, sembra che Hetepheres I abbia portato esclusivamente quello filiale di Sat-Netjer-Khetef (letteralmente: "Figlia del corpo del re", cioè "Figlia carnale del re"): tale titolo era destinato a grande diffusione nella storia del cerimoniale di corte egizio, e che qui compare per la prima volta. Alcuni studiosi hanno concluso, di conseguenza, che Cheope non fosse figlio biologico di Snefru, ma che piuttosto Snefru avrebbe legittimato mediante un matrimonio il rango di Cheope e la sua posizione nella famiglia reale: Cheope avrebbe rinsaldato il proprio prestigio divinizzando la propria madre come figlia di un dio vivente. Tale teoria potrebbe essere supportata evidenziando la sepoltura di Hetepheres I accanto a quella di Cheope e non nella necropoli del marito, come sarebbe stato invece normale.

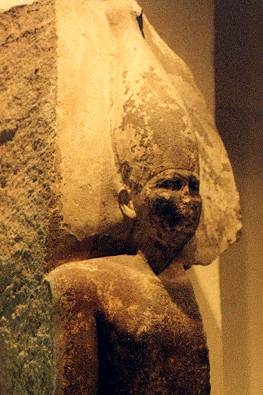
Statua calcarea di Snefru con la corona bianca dell'Alto Egitto. Museo egizio del Cairo.
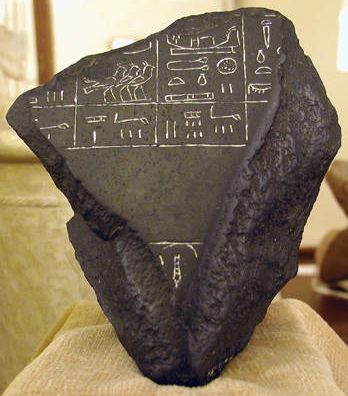
Frammento della Pietra di Palermo indicante la posizione di Snefru nella linea di successione reale.
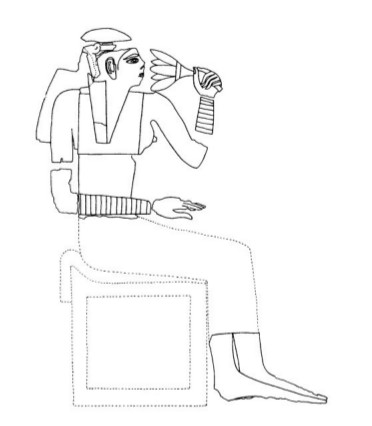
Disegno di George Reisner raffigurante la regina Hetepheres I tratto da una sua figura d'oro rinvenuta nella tomba a Giza.
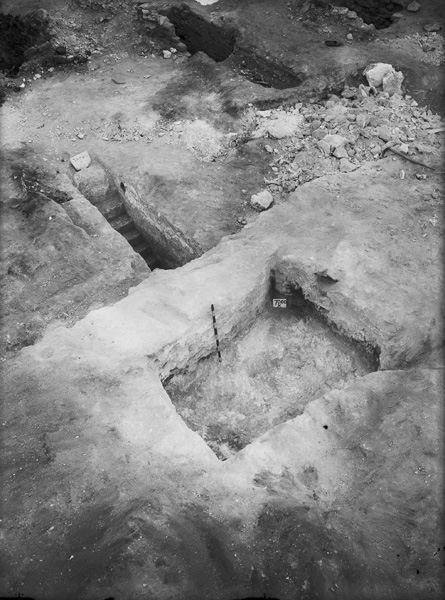
La tomba di Hetepheres I, accanto alla Piramide di Cheope, in una fotografia del 1925.

### Familiari
Genitori:
- Snefru: probabile padre o patrigno di Cheope e, come quest'ultimo, grande costruttore; edificò tre grandi piramidi.
- Hetepheres I: madre di Cheope e probabile sposa di Snefru; sepolta accanto alla Piramide di Cheope.

Fratelli e sorella:
- Ankhhaf: fratello maggiore.
- Hetepheres: sposa di Ankhhaf.

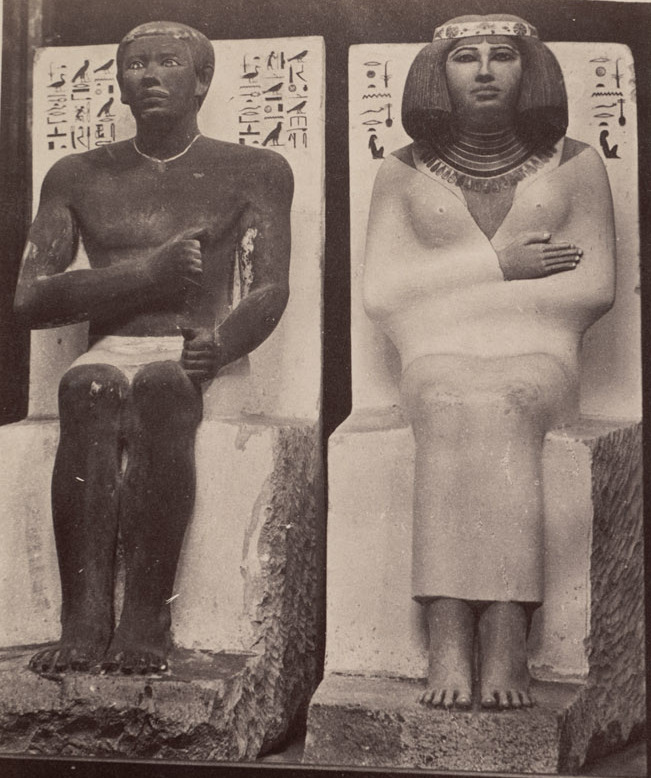
Statua doppia del principe Rahotep e della principessa Nofret. Museo egizio del Cairo.

- Nefermaat: fratellastro, sepolto a Meidum e destinatario della celebre mastaba delle "Oche di Meidum".
- Rahotep: fratello maggiore o fratellastro, raffigurato in una celebre statua doppia insieme alla moglie Nofret.

Spose:
- Meritites I: prima sposa di Cheope.
- Henutsen: seconda sposa di Cheope, menzionata nella celebre Stele dell'inventario.

Figli:

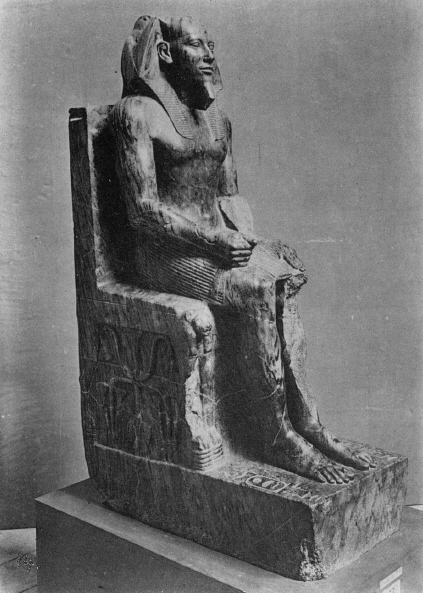
Statua di Chefren in trono in una fotografia d'epoca, di Ludwig Borchardt (1911).

- Kauab: probabile primogenito e principe ereditario, premorì al padre senza divenire faraone.
- Djedefra: noto anche come Radjedef e Ratoises, divenne il primo successore di Cheope.
- Chefren: probabile secondo successore di Cheope.
- Djedefhor: noto anche come Hordjedef; menzionato nel Papiro Westcar.
- Baefra: possibile figlio di Cheope, benché assente dalle fonti contemporanee; noto soltanto grazie a due documenti assai più tardi.
- Babaef I: noto anche come Khnum-Baef I.
- Khufukhaf I: noto anche come Khaefkufu I.
- Minkhaf I.
- Horbaef.

Figlie:

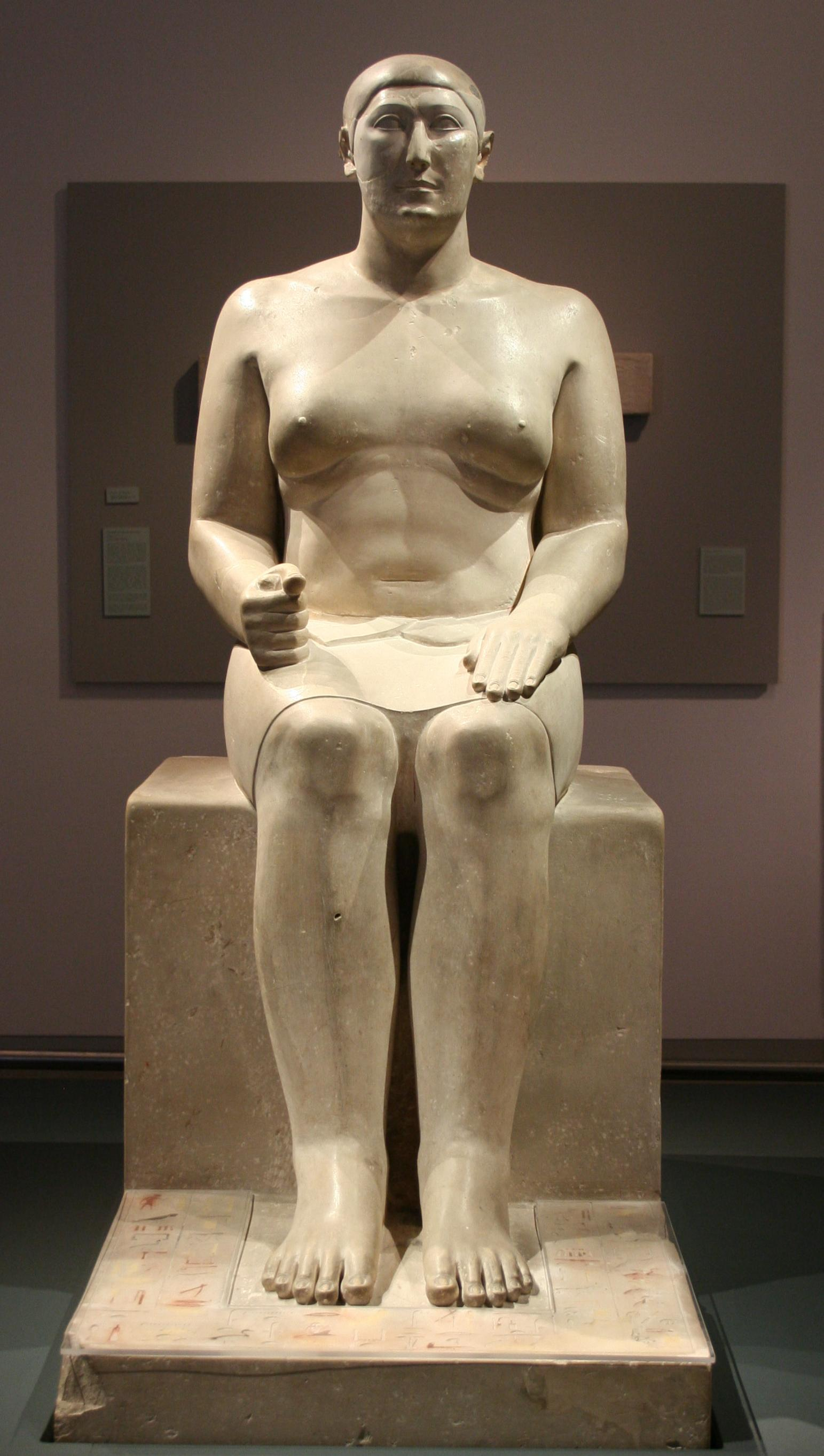
Statua di Hemiunu, architetto della Grande Piramide e nipote di Cheope. Roemer-und Pelizaeus-Museum, Hildesheim.

- Nefertiabet: celebre per la sua stupenda stele funeraria[14].
- Hetepheres II: sposò prima il principe Kauab e poi il faraone Djedefra.
- Meresankh II.
- Meritites II: sposò il principe Akhethotep.
- Khamerernebti I: sposa del faraone Chefren e madre di Micerino.

Nipoti abiatici:
- Duaenhor: figlio di Kauab e, probabilmente, nipote più anziano.
- Khaemsekhem: secondogenito di Kauab.
- Mindjedef: noto anche come Djedefmin.
- Djati: figlio di Horbaef.
- Iunmin: figlio di Chefren.
- Nefertkau III: figlia di Meresankh II e Horbaef.

Altri:
- Hemiunu: architetto della Piramide di Cheope, che fu suo zio.

## Regno

### Lunghezza del regno
Non è chiaro quanto a lungo Cheope abbia regnato sull'Egitto, dal momento che le fonti tarde forniscono dati contraddittori e quelle contemporanee sono limitate e lacunose. Il Canone Reale di Torino, risalente alla XIX dinastia, successivo a Cheope di 1300 anni, gli attribuisce 23 anni di regno. L'antico storico greco Erodoto gli attribuisce 50 anni di regno, mentre il sacerdote egizio d'epoca ellenistica Manetone gliene attribuisce 63. Queste ultime due cifre sono considerate esagerazioni o fraintendimenti di fonti più antiche. 

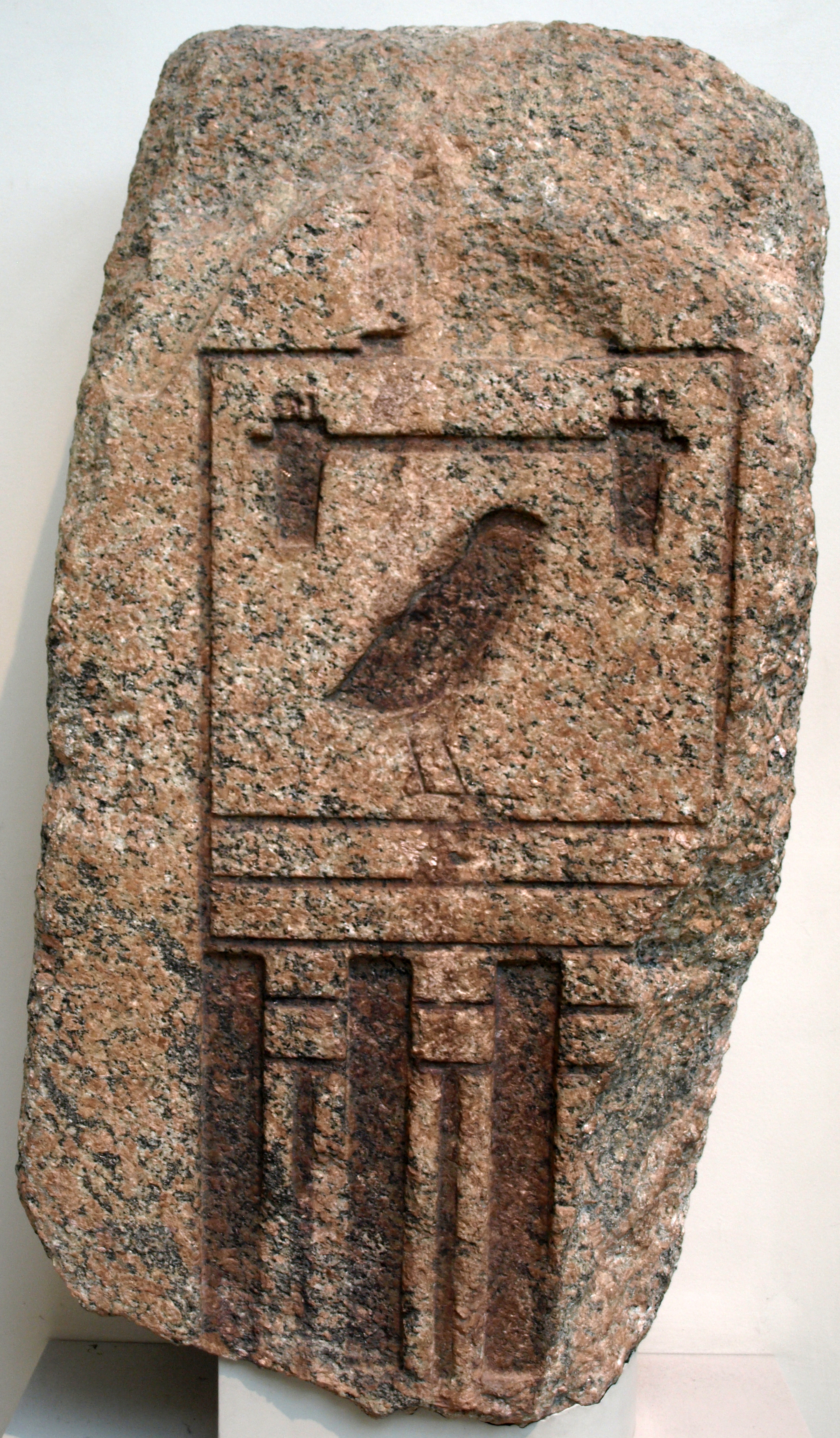
Stele in granito recante il serekht con il "nome d'Horus" di Cheope: Mejedu. Scoperta a Bubasti, potrebbe essere stata originariamente collocata nel Tempio funerario del faraone adiacente alla Grande Piramide.

Fonti contemporanee a Cheope forniscono tre informazioni di base: una è stata rinvenuta nell'oasi di Dakhla, nel deserto libico. Il "serekht" con il nome di Cheope compare inciso all'interno di un petroglifo con il resoconto del
La seconda fonte è stata individuata nell'intercapedine che si trova sopra al soffitto della camera sepolcrale di Cheope all'interno della Grande Piramide: una delle iscrizioni all'interno di questo ambiente menziona una squadra di lavoratori chiamata "Amici di Khufu" e accanto vi è un riferimento all'anno del 17º censimento del bestiame - ma è dibattuto se tale cifra si riferisca al censimento biennale del bestiame o se sia da interpretare letteralmente. Un ultimo indizio scoperto recentemente nello Uadi el-Jarf fornisce un terzo dato sulla esatta durata del regno di Cheope: vari frammenti di papiro riportano informazioni circa un porto regale nell'attuale Uadi el-Jarf. L'iscrizione descrive l'attracco di una flotta regale carica di minerali preziosi e di turchese

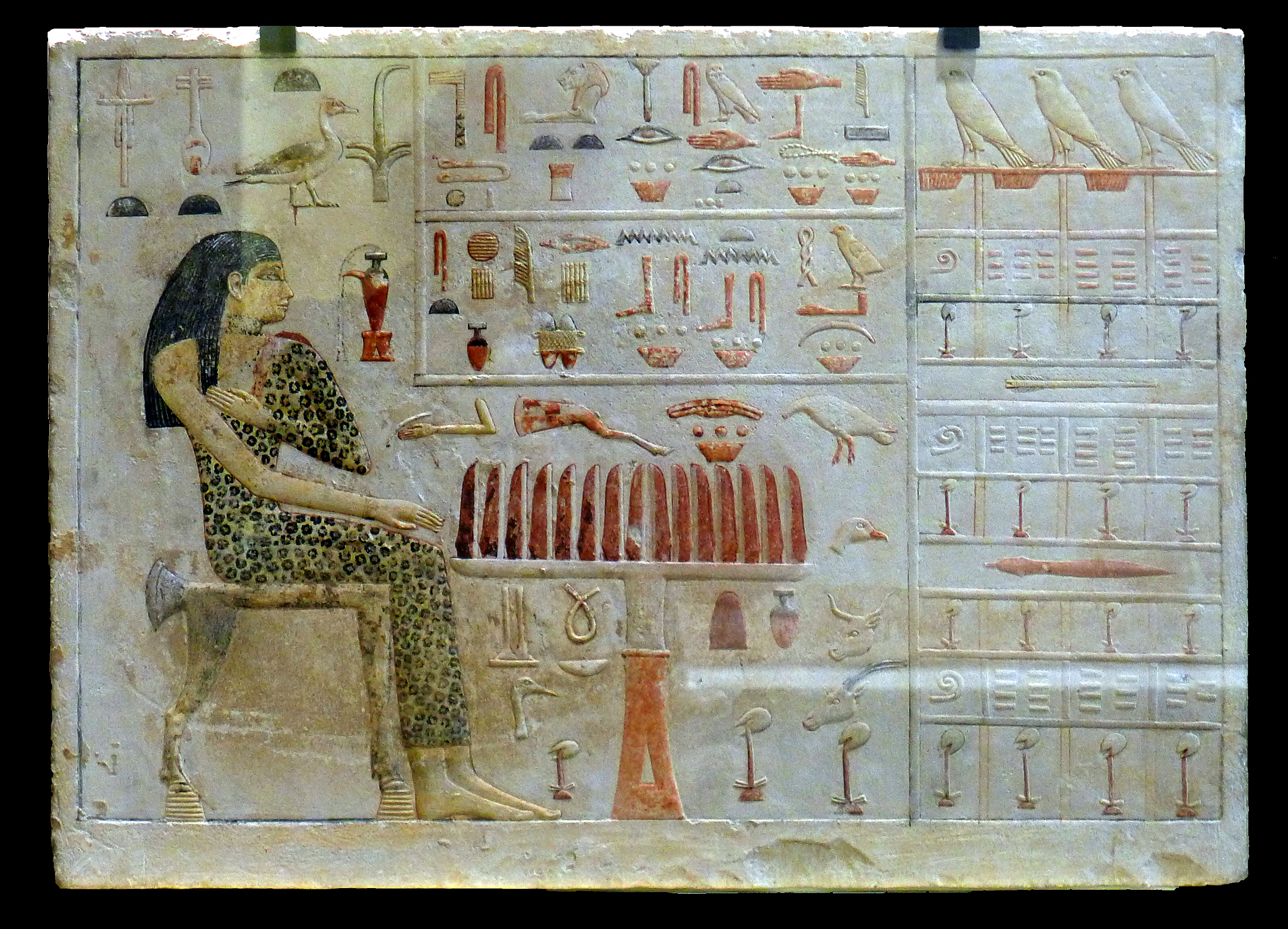
Stele funeraria della principessa Nefertiabet, figlia di Cheope. Museo del Louvre, Parigi.

Di conseguenza, la data più alta e sicura del regno di Cheope è l'anno dopo il 13º censimento del bestiame. Nel tentativo di fare chiarezza sulla questione, alcuni egittologi si sono concentrati sulla durata del regno del predecessore Snefru e sui censimenti del bestiame che avvenivano ogni due anni durante il regno di un faraone. Il censimento del bestiame era una procedura economica necessaria a fini fiscali nell'intero territorio egizio. Nuove valutazioni di documenti contemporanei e della Pietra di Palermo rafforzano la teoria che il censimento del bestiame avvenisse biennalmente, come in precedenza, e non annualmente, anche durante il regno di Cheope.
Egittologi come Thomas Schneider, Michael Haase e Rainer Stadelmann si sono chiesti se il compilatore del papiro del Canone Reale di Torino abbia tenuto conto del fatto che il censimento del bestiame avvenisse normalmente ogni due anni nel corso della prima metà dell'Antico Regno, mentre la tassazione era annuale durante il Nuovo Regno. Si evince da tali indizi che Cheope avrebbe regnato 26 o 27 anni, forse per oltre 34 anni (qualora l'iscrizione nell'intercapedine nella Grande Piramide si riferisse al censimento biennale). Ovviamente, qualora il compilatore del Canone Reale di Torino, che attribuisce a Cheope 23 anni di regno, abbia tenuto conto dell'occorrenza biennale del censimento, allora il faraone potrebbe aver regnato per 46 anni.

### Politica
Si sono conservati pochi riferimenti all'attività politica di Cheope in Egitto e al di fuori dei suoi confini. Cheope è documentato, sul territorio, da alcune iscrizioni di edifici e statue; il suo nome compare in iscrizioni a Nekheb, sull'isola Elefantina e nelle cave di Hetnub e dello Uadi Hammamat. A Saqqara sono state rinvenute due statuette della dea Bastet in terracotta con, alla base, l'incisione del "nome d'Horus" di re Cheope: sarebbero state recate a Saqqara durante il Medio Regno, ma la loro creazione potrebbe risalire all'epoca del sovrano stesso.

#### Uadi Maghara

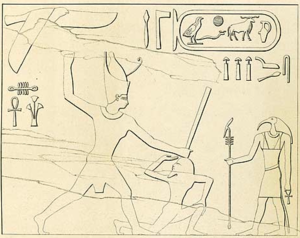
Rilievo raffigurante Cheope che abbatte un nemico al cospetto del dio Thot, allo Uadi Maghara. Copia di Karl Richard Lepsius.

Presso lo Uadi Maghara, nel Sinai, un petroglifo raffigura Cheope con la Doppia Corona dell'Alto e Basso Egitto. Cheope vi inviò varie spedizioni minerarie alla ricerca di turchese e di miniere di rame. Faraoni anteriori e posteri come Sekhemkhet, Snefru e Sahura mandarono simili spedizioni, venendo ivi immortalati, come Cheope, in vivide incisioni su roccia. Cheope intrattenne inoltre relazioni con Biblo, verso la quale organizzò altre spedizioni con l'intento di barattare utensili e armi in rame in cambio di prezioso legname in cedro del Libano. Questo tipo di legno era essenziale per la costruzione di grandi e stabili barche funerarie, come la Barca solare di Cheope scoperta accanto alla sua piramide.

#### Uadi el-Jarf
Nuove testimonianze dell'attività politica del regno di Cheope sono state recentemente scoperte nel sito dell'antico porto di Uadi el-Jarf, sulla costa del Mar Rosso. Le prime tracce di un porto furono individuate già nel 1823 da John Gardner Wilkinson e James Burton; il sito fu però presto abbandonato e dimenticato. Nel 1954, gli studiosi francesi François Bissey e René Chabot-Morisseau ri-scavarono l'antico porto, ma il loro lavoro fu presto interrotto dalla Crisi di Suez. Nel giugno del 2011, un team di archeologi guidato dai francesi Pierre Tallet e Gregory Marouard e organizzato dall'Institut Français d'Archéologie Orientale (IFAO) ripresero gli scavi. Fra altri reperti fu trovata una collezione di centinaia di frammenti di papiri. Dieci di questi papiri sono molto ben conservati. La maggioranza di tali documenti reca la data del 27º anno di regno di Cheope e descrive come l'amministrazione centrale avrebbe mandato cibo e beni ai marinai e ai lavoratori del molo. La datazione di tale documenti è resa certa da formulazioni tipiche dell'Antico Regno e dal fatto che il destinatario di parecchie lettere sia lo stesso re Cheope, chiamato con il suo "nome d'Horus" Mejedu: ciò era la norma quando il sovrano destinatario era vivente (se morto, il re era appellato mediante il cartiglio con il nomen). Documento di particolare interesse è il diario di Merer, un funzionario coinvolto nella costruzione della Grande Piramide. Servendosi di questo diario, i ricercatori sono stati in grado di ricostruire tre mesi della vita di Mererer, con nuove suggestioni sulla vita quotidiana durante la IV dinastia. Un'altra iscrizione, individuata sulle pareti calcaree dell'attracco, menziona il capo degli scribi, preposto al controllo degli scambi: Idu.
Il nome di Cheope compare inoltre su alcuni pesanti blocchi di calcare nel sito dello Uadi el-Jarf. Il porto aveva un'importanza strategica ed economica per l'Egitto di Cheope, dal momento che le imbarcazioni importavano materiali pregiati come il turchese, il rame e minerali dalla parte meridionale della penisola del Sinai. Si sono conservati vari elenchi di beni approdati allo Uadi el-Jarf, e si è conservato anche il nome di un porto opposto allo Uadi el-Jarf, sulla costa del Sinai, dove l'antica fortezza di Tell Ras Budran fu scavata ed esaminata nel 1960 da Gregory Mumford: si tratterebbe, implicitamente, della prima rotta della storia attraverso il Mar Rosso.

## Biografia

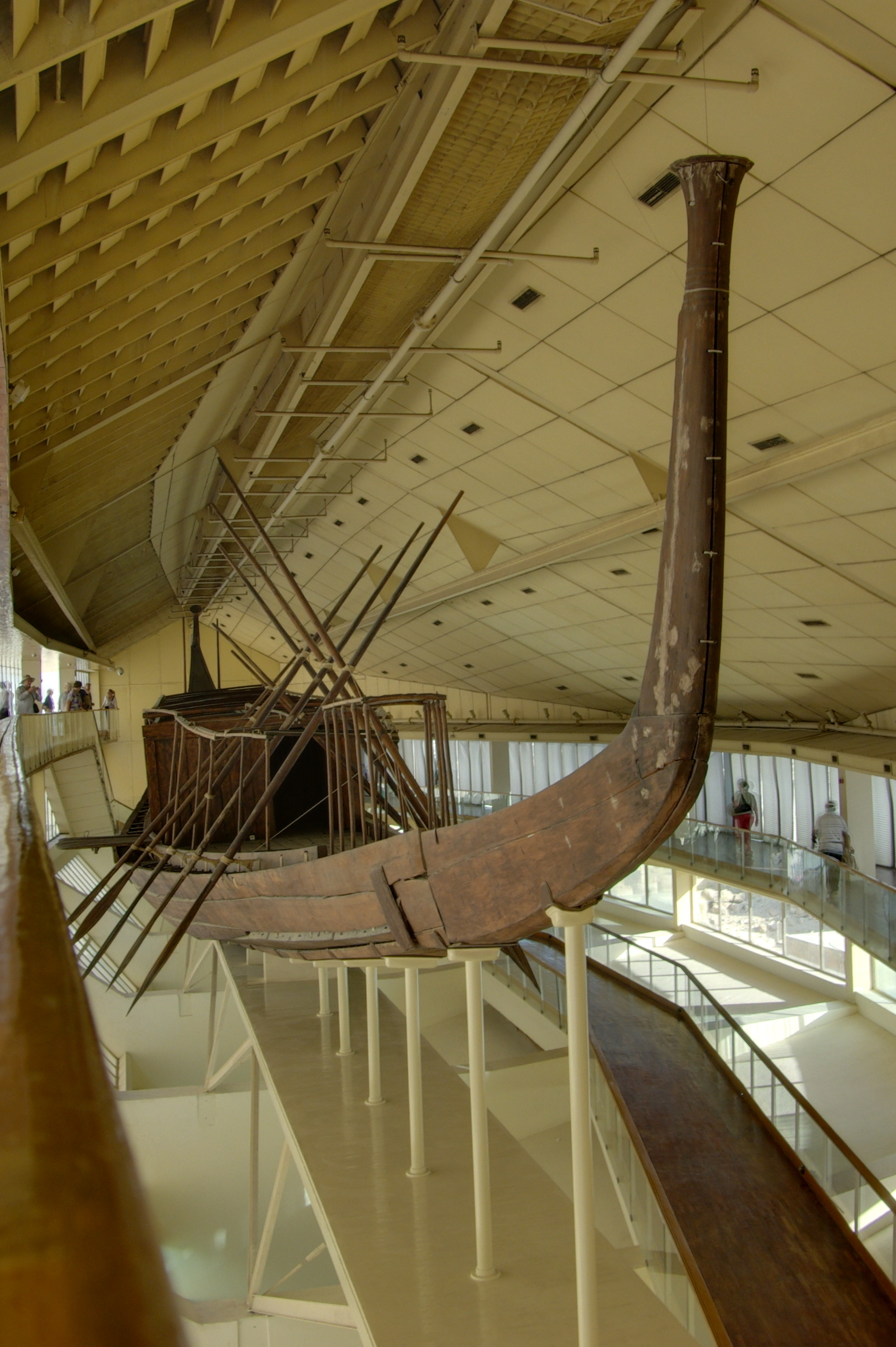
Una delle barche solari ritrovate a fianco della piramide di Cheope

Figlio di Snefru e della regina Hetepheres I, il suo nome è legato al più famoso dei monumenti rimastici dell'Antico Egitto: la Grande Piramide o Piramide di Cheope che si trova nella vasta necropoli di Giza.
Curiosamente, di questo sovrano non sappiamo quasi nulla e di lui, a parte il suo monumento funebre (nel quale non è comunque mai stato trovato alcun cartiglio con il suo nome), possediamo solo una piccola statua in avorio (alta circa 7,5 cm) attribuibile con sicurezza, che si trova al museo de Il Cairo.

La Pietra di Palermo riporta che durante il suo regno venne eretta una statua alta sette metri e venne realizzata un'altra statua interamente in oro.
Nel Papiro Westcar Cheope è descritto come un sovrano benevolo a differenza di quanto riporta lo storico greco Erodoto, che - scrivendo più di duemila anni dopo rispetto ai fatti storici narrati - lo descrive come un tiranno che avrebbe schiavizzato il popolo allo scopo di erigere il proprio monumento funebre (la piramide).
Un'incisione con il suo nome si trova presso lo Uadi Maghara nella penisola del Sinai e una stele in una cava della Nubia ne attesta l'operato.
Il suo culto è attestato a Menfi ancora durante la XVI dinastia.
Manetone gli attribuisce un regno di 66 anni, mentre il Canone Reale ne riporta solamente 23. Attualmente gli studiosi propendono per ritenere veritiera la cifra del Canone Reale. Allo stato attuale (anno 2008) si conoscono solamente due date riferite al regno di questo sovrano: una, citata già da Flinders Petrie, posta nella piramide di Giza, che riporta anno del 17-esimo conteggio di Medjedu; e un'altra rinvenuta nel 2003 presso l'oasi di Dakhla, nel deserto del Sahara, che riporta anno dopo il 13-esimo conteggio del bestiame
Da ricordare il rinvenimento, a fianco della piramide stessa, di fosse contenenti le barche solari del sovrano.
Secondo recenti studi la Sfinge di Giza rappresenterebbe non Userib (Chefren) ma Cheope stesso.

Alla morte di Cheope è possibile che vi siano stati problemi di successione essendo scomparso prematuramente Kauf, erede designato.
Oltre a Kheper (Djedfra) ed Userib (Chefren), figli del sovrano scomparso, e giunti al trono uno dopo l'altro, vi sono anche tracce del possibile regno di un altro figlio: Djedefhor.

## Liste Reali
| Aa1 · f | w |

| Aa1 · f | w |

| Aa1 · f | w |

| Aa1 · f | w |

| Aa1 · f | w |

| Aa1 · f | w |

| Aa1 · f | w |

| Aa1 · f | w |

| Aa1 | f · w | f |

| Aa1 | f · w | f |

| Aa1 | f · w | f |

| Aa1 | f · w | f |

| Aa1 | f · w | f |

| Aa1 | f · w | f |

| Aa1 | f · w | f |

| Aa1 | f · w | f |

| HASH |

| HASH |

| HASH |

| HASH |

| HASH |

| HASH |

| HASH |

| HASH |

## Titolatura
| G5 |

| G5 |

| Aa24 | w |

| Aa24 | w |

| Aa24 | w |

| Aa24 | w |

| Aa24 | w |

| Aa24 | w |

| Aa24 | w |

| Aa24 | w |

| G16 |

| G16 |

| Aa24 | r |

| Aa24 | r |

| G8 |

| G8 |

| G5 · G5 · S12 |

| G5 · G5 · S12 |

| M23 · X1 | L2 · X1 |

| M23 · X1 | L2 · X1 |

| W9 | E10 | Aa1 · f | w |

| W9 | E10 | Aa1 · f | w |

| W9 | E10 | Aa1 · f | w |

| W9 | E10 | Aa1 · f | w |

| W9 | E10 | Aa1 · f | w |

| W9 | E10 | Aa1 · f | w |

| W9 | E10 | Aa1 · f | w |

| W9 | E10 | Aa1 · f | w |

| G39 | N5 |

| G39 | N5 |

|             | \| \| \| inesistente \| \| \| |
|             |                               |
| inesistente |                               |
|             |                               |

|             |
| inesistente |
|             |

## Datazioni alternative
| Autore        | Anni di regno         |
| ------------- | --------------------- |
| von Beckerath | 2579 a.C. - 2556 a.C. |
| Malek         | 2549 a.C.- 2526 a.C.  |